# Ludmila Formanová
Ludmila Formanová (Čáslav, 2 gennaio 1974) è un'ex mezzofondista e velocista ceca, campionessa mondiale degli 800 metri piani a Siviglia 1999.

## Record nazionali

### Seniores
- 1.000 metri piani: 2'35"06 ( Nizza, 17 luglio 1999)
- 800 metri piani indoor: 1'56"90 ( Maebashi, 7 marzo 1999)
- Staffetta 4×200 metri indoor: 1'34"69 ( Vienna, 17 febbraio 1996) (Hana Benešová, Ludmila Formanová, Naďěžda Koštovalová, Erika Suchovská)
- Staffetta 4×400 metri indoor: 	3'28"47 ( Parigi, 9 marzo 1997) (Naďěžda Koštovalová, Ludmila Formanová, Helena Fuchsová, Hana Benešová)

## Palmarès
| Anno | Manifestazione   | Sede          | Evento      | Risultato  | Prestazione | Note                  |
| ---- | ---------------- | ------------- | ----------- | ---------- | ----------- | --------------------- |
| 1993 | Europei juniores | San Sebastián | 800 metri   | Oro        | 2'06"88     |                       |
| 1993 | Mondiali         | Stoccarda     | 4×400 metri | 7ª         | 3'27"94     |                       |
| 1995 | Mondiali indoor  | Barcellona    | 800 metri   | Semifinale | 2'05"60     |                       |
| 1995 | Mondiali indoor  | Barcellona    | 4×400 metri | Argento    | 3'30"27     |                       |
| 1995 | Mondiali         | Göteborg      | 400 metri   | Batteria   | 52"05       |                       |
| 1995 | Mondiali         | Göteborg      | 800 metri   | Batteria   | 2'02"39     |                       |
| 1996 | Europei indoor   | Stoccolma     | 800 metri   | 4ª         | 2'03"47     |                       |
| 1996 | Giochi olimpici  | Atlanta       | 800 metri   | Semifinale | 1'59"28     |                       |
| 1996 | Giochi olimpici  | Atlanta       | 4×400 metri | 7ª         | 3'26"99     |                       |
| 1997 | Mondiali indoor  | Parigi        | 800 metri   | Semifinale | 2'03"23     |                       |
| 1997 | Mondiali         | Atene         | 800 metri   | 5ª         | 1'59"52     |                       |
| 1997 | Mondiali         | Atene         | 4×400 metri | 5ª         | 3'23"73     |                       |
| 1998 | Europei indoor   | Valencia      | 800 metri   | Oro        | 2'02"30     | Record dei campionati |
| 1998 | Europei          | Budapest      | 4×400 metri | 5ª         | 3'27"54     |                       |
| 1999 | Mondiali indoor  | Maebashi      | 800 metri   | Oro        | 1'56"90     | Record nazionale      |
| 1999 | Mondiali         | Siviglia      | 800 metri   | Oro        | 1'56"68     |                       |
| 2000 | Giochi olimpici  | Sydney        | 800 metri   | Batteria   | dnf         |                       |
| 2002 | Europei          | Monaco        | 800 metri   | 4ª         | 2'00"23     |                       |

## Altre competizioni internazionali
1997
- 6ª alle IAAF Grand Prix Final ( Fukuoka), 800 metri - 2'01"26

1999
- Argento alle IAAF Grand Prix Final ( Monaco di Baviera), 800 metri - 1'59"15